# 車いすバスケットボール女子オーストラリア代表

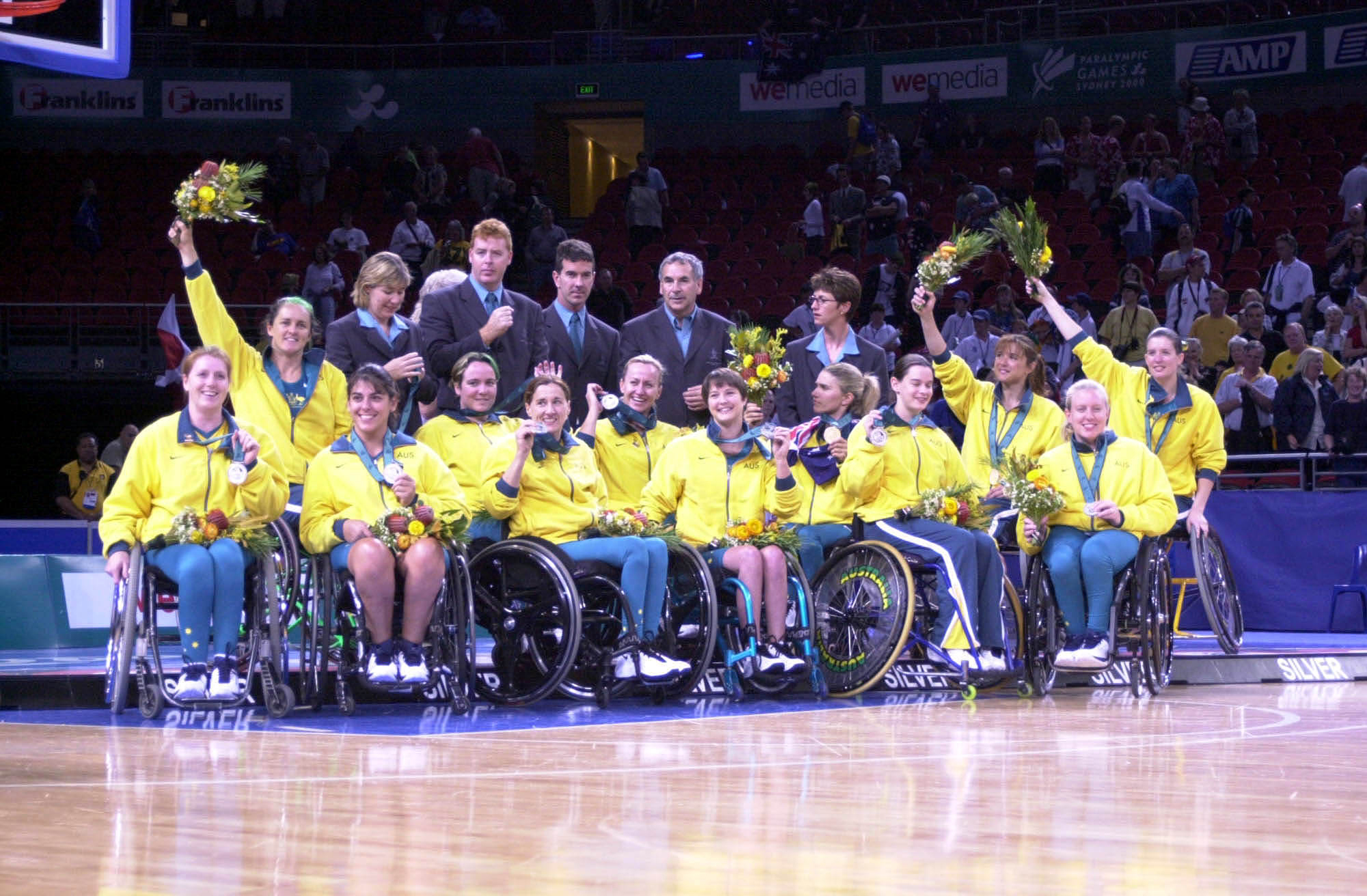
パラリンピック2000年大会で準優勝したGliders

車いすバスケットボール女子オーストラリア代表は、バスケットボールオーストラリア（国内統括団体）によって編成されるオーストラリアの女子車いすバスケットボールナショナルチーム。チームの愛称はGliders。

## 主要国際大会の結果

### パラリンピック
1992年大会で初出場以降、連続出場して2000年大会から4大会連続でメダルを獲得したが、2016年大会は出場権を得られなかった。
- 1992 – 4位
- 1996 – 4位
- 2000 – 準優勝
- 2004 – 準優勝
- 2008 – 3位
- 2012 – 準優勝
- 2021 – 9th

### 世界選手権
- 1990 - 6位
- 1994 – 3位
- 1998 – 3位
- 2002 – 3位
- 2006 – 4位
- 2010 – 4位
- 2014 – 6位
- 2018 – 9位

## 選手
| 2020パラリンピック                              |
| ----------------------------------------------- |
| en:Hannah Dodd（1.0）                           |
| en:Mary Friday（1.0）                           |
| en:Isabel Martin (wheelchair basketball)（1.0） |
| en:Taishar Ovens（1.0）                         |
| en:Ella Sabljak（1.0）                          |
| en:Sarah Vinci（1.0）                           |
| en:Shelley Cronau（2.5）                        |
| en:Natalie Alexander（2.5）                     |
| en:Bree Mellberg（3.0）                         |
| en:Jessica Cronje（4.0）                        |
| en:Amber Merritt（4.5）                         |
| en:Georgia Munro-Cook（4.5）                    |